# میریام هاپکینز
میریام هاپکینز (انگلیسی: Miriam Hopkins; ۱۸ اکتبر ۱۹۰۲ – ۹ اکتبر ۱۹۷۲) هنرپیشه اهل ایالات متحده آمریکا بود. وی بین سال‌های ۱۹۲۸ تا ۱۹۷۰ میلادی فعالیت می‌کرد.

## جوایز و افتخارات
- کاندیدای بهترین بازیگر مکمل زن گلدن گلوب برای فیلم وارثه - در سال ۱۹۴۹

## مرگ
هاپکینز در شهر نیویورک بر اثر حمله قلبی درگذشت . او در گورستان اوک سیتی  جورجیا به خاک سپرده شد. 

## گزیده فیلمشناسی
از فیلم‌ها یا برنامه‌های تلویزیونی که وی در آن نقش داشته‌است می‌توان به آثار زیر اشاره کرد.
- دمدمی مزاج (۱۹۳۰)
- لبخند ستوان (۱۹۳۱)
- ۲۴ ساعت (فیلم ۱۹۳۱) (۱۹۳۱)
- دکتر جکیل و آقای هاید (فیلم ۱۹۳۱) (۱۹۳۱)
- دردسر در بهشت (۱۹۳۲)
- او مرا دوست ندارد (فیلم ۱۹۳۴) (۱۹۳۴)
- بکی شارپ (۱۹۳۵)
- این سه نفر (۱۹۳۶)
- دختر دانا (۱۹۳۷)
- پیردختر (فیلم ۱۹۳۹) (۱۹۳۹)
- ویرجینیا سیتی (فیلم) (۱۹۴۰)
- میسیز لزلی کارتر (۱۹۴۰)
- وارثه (۱۹۴۹)
- کری (فیلم ۱۹۵۲) (۱۹۵۲)
- ساعت بچه‌ها (فیلم) (۱۹۶۱)
- تعقیب (فیلم ۱۹۶۶) (۱۹۶۶)